# Carlos Ott
Carlos Ott (Montevideo, 16 ottobre 1946) è un architetto canadese.

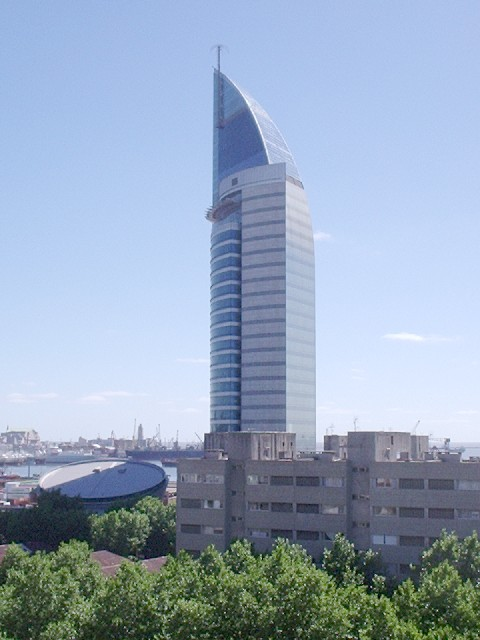
Torre Antel, Montevideo

Divenne famoso quando vinse il suo primo premio, nel 1983,  per la costruzione dell'Opéra Bastille di Parigi, inaugurata il 14 luglio 1989 (bicentenario della Rivoluzione francese). Ha uffici a Toronto, Quebec, Shanghai, Dubai e Montevideo.

## Biografia
Si laureò alla Scuola di Architettura dell'Università della Repubblica, in Uruguay, all'età di 23 anni. Nel 1971 ottenne una borsa di studio Fulbright ed andò a studiare all'Università delle Hawaii dove si laureò con un Master in architettura e urban design presso la School of architecture della Università Washington a Saint Louis nel 1972.
Dal 1972 al 1974 lavorò come architetto per Baldwin & Cheshire Architects a Brunswick, Georgia, e per ARQUECO a San José in Costa Rica. Nel 1975 si trasferì in Canada dove divenne architetto associato fino al 1979 presso Moffat, Moffat Kinoshita & Associates Architects di Toronto. Nel 1976 è diventato cittadino canadese. Dal 1979 al 1983 lavorò per la Cadillac Fairview Corporation come architetto responsabile di progetti commerciali e multiuso in Canada. Dal 1983 al 1993 ha lavorato in NORR Partnership Ltd, la più grande azienda canadese, con sede a Toronto come partner a capo della Divisione Design e Architettura. Sotto la sua direzione sono stati progettati e realizzati importanti lavori in Canada e negli Emirati Arabi Uniti, tra cui il Federal Court Building (Ottawa), Simcoe Place (Toronto), il Mixed Use Complex e lo sviluppo residenziale/commerciale per HE Sheik Tahnoon a Dubai, Union National Bank (Dubai), National Bank of Dubai e Union National Bank (Abu Dhabi).
Nel 1983, vinse il concorso internazionale di design per l'Opéra Bastille, a Parigi, costruita per commemorare il 200º anniversario della Rivoluzione francese e inaugurata il 14 luglio 1989. Ott era stato selezionato tra 744 partecipanti come uno dei tre finalisti e poi scelto dal presidente francese François Mitterrand come il vincitore di questo prestigioso progetto. Per svolgere la supervisione di questo progetto, si trasferì a Parigi e costituì una squadra, che a sua volta gli ha dato riconoscimento internazionale e gli ha aperto le porte di molti altri paesi.
Successivamente ha vinto il concorso per un ospedale estremamente avanzato a Weimar, in Germania e diversi concorsi negli Emirati Arabi Uniti come: il progetto di sviluppo della strada Sheikh Zayed (Abu Dhabi), la sede della Banca nazionale di Abu Dhabi, Etisalat Telecom & Administration Building (Abu Dhabi), Majid Al Futtaim Project (Dubai), Baniyas Road Development (Dubai), Uffici per il Gruppo Al-Futtaim (Dubai), New Dubai Creek Hilton Hotel (Dubai).
Nel 1993, Carlos Ott ha vinto diversi altri concorsi in Europa come la Salle des Spectacles a Mont-de-Marsan, in Francia, e l'edificio, gli uffici e i laboratori della Thomson a Ginevra in Svizzera.
Nel 1992 è tornato in Uruguay per aprire un ufficio che avrebbe completato i suoi altri presenti in tutto il mondo. Da questa nuova aggiunta al suo consorzio, ha portato a termine progetti come: l'aeroporto internazionale di Laguna del Sauce (Punta del Este, Uruguay), l'Aeroporto Internazionale di Ushuaia-Malvinas Argentinas (Terra del Fuoco, Argentina),; il Centro Commerciale Punta (Punta del Este, Uruguay), la Torre di telecomunicazioni, la nuova sede della società di telecomunicazioni statale ANTEL (Montevideo), il Palazzo Libertad Plaza (Buenos Aires, Argentina), l'Aeroporto Internazionale Lago Argentino (El Calafate, Argentina), tra gli altri.
Nel 1997 è stato invitato a partecipare al concorso per la Jiang Su Opera House di Nanchino, in Cina, dove ha ottenuto il primo premio. Di conseguenza, è stato invitato a un'altra serie di concorsi molto importanti come la Beijing Opera House, il Commercial and Residential GW Plaza, e ha vinto il contratto per il National Grand Theatre di Hangzhou, in Cina, in un altro concorso internazionale. Successivamente ha vinto un concorso per il Dong Guan Yulan Theatre, il Wenzhou National Theatre e l'Henan Art Centre. Di fronte all'Hangzhou Grand Theatre è stato selezionato per costruire l'Hangzhou International Conference Center che include un hotel a 5 stelle di oltre 400 camere.
Ott continua a viaggiare per il mondo e sta attualmente lavorando a progetti in USA, Canada, Argentina, Cile, Perù, Repubblica Dominicana, Porto Rico, Panama, Singapore, Cina, Emirati Arabi Uniti, India, Sri Lanka, Brasile, Paraguay, Filippine e Uruguay.

## Riconoscimenti
Tra i suoi riconoscimenti ci sono l'Arts et Lettres e la Legion d'Honneur assegnati rispettivamente nel 1986 e nel 1988 dal presidente francese François Mitterrand, la Medaglia d'Oro assegnata dalla Facoltà di Architettura in Uruguay nel 1990, il Distinguished Alumni Award dall'Università di Washington nel 1997, e il Premio Vitruvio del Museo de Bellas Artes di Buenos Aires, sempre nel 1997.

## Opere principali
- Opéra Bastille, Parigi (1989)
- Simcoe Place, Toronto, Canada (1995)
- Ushuaia – Aeroporto Internazionale Malvinas Argentinas, Argentina (1995)
- Banca Nazionale di Dubai, Emirati Arabi Uniti (1997)
- Aeroporto Internazionale Capitán de Corbeta Carlos A. Curbelo, Punta del Este, Uruguay (1997)
- Piazza Libertad, Buenos Aires (2000)
- Aeroporto Internazionale Comandante Armando Tola, El Calafate, Provincia di Santa Cruz, Argentina (2000)
- Torre Antel, Montevideo (2002)
- Calgary Courts Center, centro di Calgary, Alberta (2007)
- Hotel Boca di Design Suites, Buenos Aires (2012)
- Universidad Argentina de la Empresa - Sede Pinamar
- Il boccascena a Rockwell, Makati, Filippine[2]
- ECHO Aventura - Aventura, Florida (2014)
- Muse (edificio di appartamenti), Sunny Isles Beach, Florida.